# Noarre
Noarre és un poblat de bordes del terme municipal de Lladorre, a la comarca del Pallars Sobirà.
Està situat a la dreta del Riu de Noarre, en els Prats de Noarre. És a llevant de Quanca i al nord-est de Graus. Es troba als peus, migdia, del Pic de Noarre.
Actualment, moltes de les diverses bordes són propietats privades que pertanyen a la família Botey, la família que va restaurar les cases. Cada família d'aquest llinatge Botey disposa d’una borda o d’una borda compartida.
També hi ha una família francesa que està situada a la primera borda del camí ide la seva borda se'n diu Casa del Rei.
Tot i que es tractava d'un grup de bordes, amb aparença de poble, no arribava a ser-ho, ja que, d'una banda, no tenia població permanent, sinó tan sols en les èpoques que els treballs en els prats i la muntanya feien que s'hi visqués, i de l'altra, no tenia cap dels serveis propis d'un poble (església, cementiri, botiga, etc.).